# Мануел Кураду
Мануел Кураду (порт. Manuel Curado; нар. у 1967) — португальський есеїст і філософ. Займається такими проблемами як біомедична етика, філософія свідомості й історія ідей. Його наукова діяльність охоплює наступні сфери: інтелектуальна історія універсальної мови і машинного перекладу, проблема людської свідомості і її зв'язок з мозком, зв'язок науки та релігії, вивчення інтелектуальної історії Європи і Португалії, історія психіатрії і внесок євреїв із Португалії в медицину і філософію (зокрема, Усаака Самуди і Жакоба де Каштро Сарменто), а також історія інтелектуальної літератури. Крім того, Мануел Кураду видав праці дослідників минулих років (зокрема, математика Жозе Марії Данташа Перейри, логіка Едмунду Курвелу і інш.). Професор Університету Мін'ю у Бразі (Португалія), слухач курсу національної оборони, почесний доктор Університету Саламанки, захистив докторську дисертацію в Університеті Нова у Лісабоні, закінчив Католицький університет Португалії у Лісабоні. Закінчив курси підготовки держслужбовців вищої ланки в галузі державного управління. Читав лекції у МДУМВ і МДЛУ У Москві, а також у Падуанському університеті в Італії.

## Філософська Думка
У своїй докторській дисертації Мануел Кураду досліджує складну проблему свідомості. Він формулює питання наступним чином: чому свідомість існує у фізичному світі в той час, коли його існування незбагненно? Філософ дає відповідь, детально розглянувши усі аспекти питання. Вчений будує аргументацію в обхід проблеми природної свідомості, досліджуючи наукові знання, які використовувались у створенні штучної свідомості. На думку Мануела Кураду, цю проблему вдалось розв'язати не тому що в нас є чіткі відповіді на питання що таке свідомість, яка роль свідомості в фізичному світі, яка каузальна сила свідомості, який зв'язок свідомості і мозку, а тому що ми володіємо науковими знаннями для створення штучної свідомості, а вона у свою чергу, функціонально не відрізняється від природної. Філософ вважає, що прийде час, коли не можна буде відрізнити природну свідомість від штучної, що на його думку, розцінюється як звичайний епістемологічний стан, який можна спостерігати у ряді інших випадків.
Найбільш оригінальна філософська думка Мануела Кураду простежується у його дослідженнях зв'язків між віруючими і об'єктами їх віри або релігії. Він будує аргументацію, розглядаючи проблему у двох ракурсах. Зв'язок між віруючим і Богом повинен полягати на припущенні, що Бог існує. Проте це припущення не обов'язково має на увазі любов до Бога або шанування Бога. Зв'язок між Богом і людьми розуміється дуже оригінально. Мануел Кураду розглядає Бога як об'єкт світу, поруч з хижаками, проти яких боролася людина протягом своєї еволюції, поруч з фізичними об'єктами, існуючими у природі, поруч з неприродними об'єктами (незрозумілі явища, які зрідка відбувалися протягом людської історії) і поруч з надприродними істотами або об'єктами (які знайшли відображення у літературі, релігії, філософії і зареєстровані з початку народження цивілізації). Теза Мануела Кураду полягає у тому, що люди — це противники Бога і інших істот фізичного світу і світу надприродного, його ключовий аргумент — це поняття інтересу. У своїх дослідженнях він часто ставить питання: у чому істинна природа інтересу людей? Зрозуміти світ? Бути коханим? Вижити у ворожому світі? Створити винаходи, щоб панувати над іншими?
Другий ракурс, повз який розглядається зв'язок людини з об'єктами фізичного світу — це наукова діяльність. Мануел Кураду вважає, що сучасне розуміння наукової діяльності найчастіше дуже обмежене. На його думку, наука служить не тільки для того, щоб зрозуміти світ. Звичайно, вчені описують картину світу, але крім цього вони її створюють, створюючи нові об'єкти. Філософ робить висновок, що природа інтересу людини криється у його бажанні змагатися з Богом, а не тільки в нейтральному пізнанні створеного ним світу. Ці оригінальні ідеї були надруковані у есе «Futuro de Deus» («Майбутнє Бога») про книжку «Porquê Deus Se Temos a Ciência?» («Навіщо потрібен Бог, якщо є наука?»)

## Публікації
Автор декількох книжок, зокрема, O Mito da Tradução Automática (Braga, Universidade do Minho/CEHUM, 2000), Luz Misteriosa: A Consciência no Mundo Físico (Famalicão, Quasi, 2007), Direito Biomédico: A Legislação Portuguesa (Lisboa, Quid Juris, 2008), e Porquê Deus Se Temos a Ciência? (Porto, Fronteira do Caos, 2009). Editor dos livros Consciência e Cognição (Braga, Faculdade de Filosofia/UCP, 2004), Mente, Self e Consciência (Braga, Faculdade de Filosofia/UCP, 2007), Cartas Italianas de Verney (Lisboa, Sílabo, 2008), Pessoas Transparentes: Questões Actuais de Bioética (Coimbra, Almedina, 2008) e Deus na Universidade: O que Pensam os Universitários Portugueses sobre Deus? (Porto, Fronteira do Caos, 2011).
Мануел Кураду також є автором великої кількості статей і співавтором ряду книжок, багато з яких були на основі його досвіду як лектора, як у Португалії, так і в інших країнах.